# جون موريس (قاضي)
جون موريس (بالإنجليزية: John Morris)‏ هو محام بالقضاء العالي وقاضي أسترالي، ولد في 24 ديسمبر 1902 في Hawthorn, Victoria ‏ في أستراليا، وتوفي في 3 يوليو 1956 في هوبارت في أستراليا.